# Bildungssystem in Ungarn

Hauptgebäude der deutschsprachigen Andrássy Universität Budapest

Das Bildungssystem in Ungarn ist überwiegend öffentlich und wird vom Ministerium für nationale Ressourcen (früher Bildungsministerium) geleitet. Daneben gibt es kirchliche und private Einrichtungen.
Der Schulbesuch ist Pflicht. Die Vorschule wird für alle Kinder zwischen drei und sechs Jahren angeboten, danach ist der Schulbesuch weiter obligatorisch bis zum Alter von 16 Jahren.
Die offizielle Unterrichtssprache ist Ungarisch, aber eine Reihe ethnischer und nationaler Minderheiten (z. B. Ungarndeutsche) verfügt über Einrichtungen, in denen die eigene Sprache als erste oder zweite Unterrichtssprache im Primar- und Sekundarbereich dient. Der Anteil der Roma-Kinder an der Bevölkerung wird bei mindestens 2 % geschätzt. Ihre separierte bis diffamierte Stellung gilt als umstritten.
Das Notensystem geht von 1 bis 5, bei dem die Eins die schlechteste und die Fünf die beste Note ist.
Das ungarische Schulsystem ähnelte in der ersten Hälfte des 20. Jahrhunderts noch sehr dem Bildungssystem in Österreich und übernahm nach dem Zweiten Weltkrieg einige Elemente des sowjetischen Schulsystems.

## Vorschule und Grundschule
Seit 2015 ist die Teilnahme an der Vorschulerziehung (Kindergarten) ab dem 3. Lebensjahr obligatorisch (vor 2015 nur das letzte Jahr – über das 5. Lebensjahr hinaus), wobei aus entwicklungsbedingten Gründen Ausnahmen greifen. Der im Jahr 1981 eingesetzte Bevölkerungsrückgang (9,7 Mio.) hat sich auch zuletzt fortgesetzt.

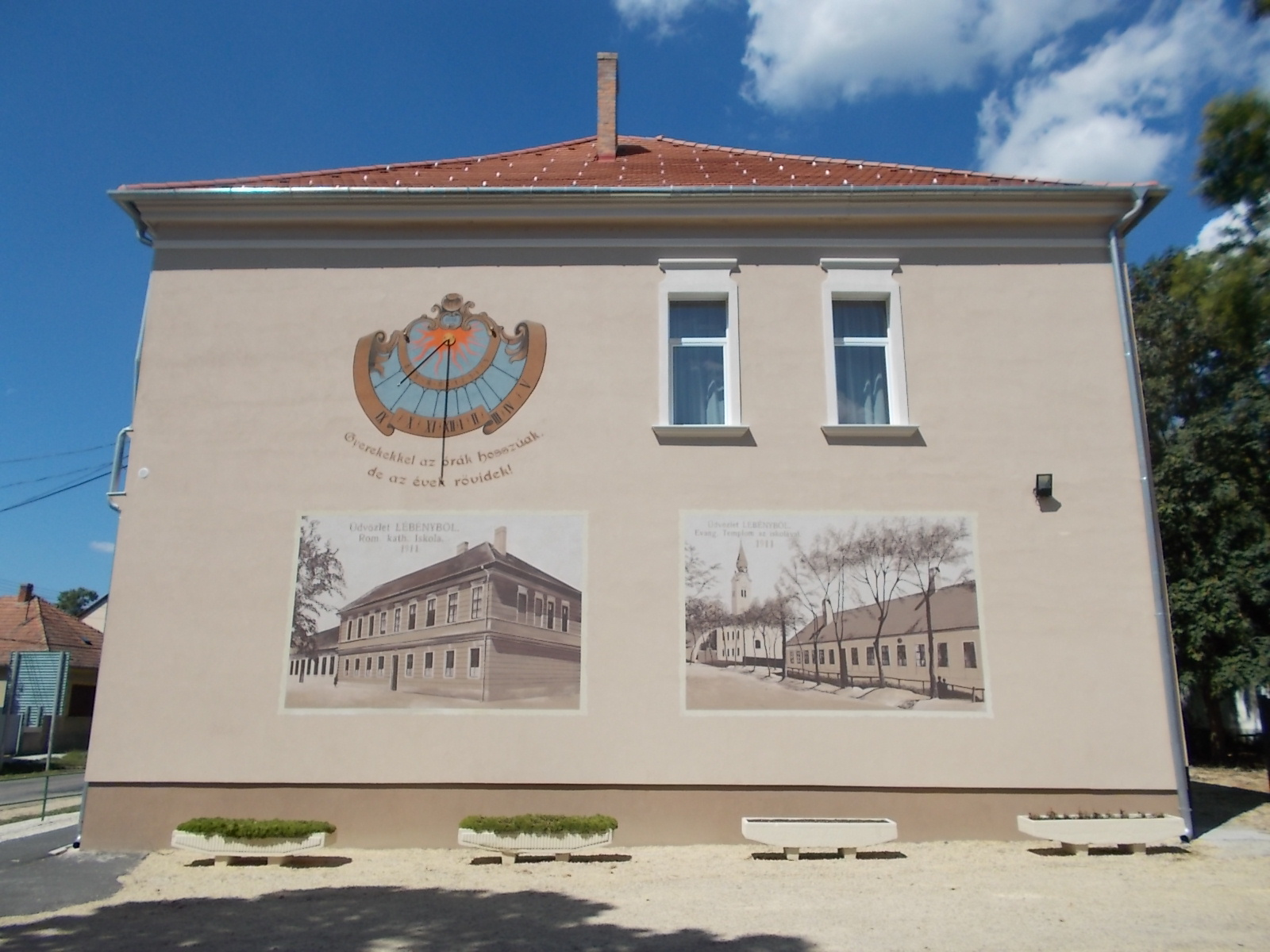
Grundschule in Lébény

Die Grundschule dauert gewöhnlich 8 Jahre, unterteilt in die Primarstufe (1–4) und die Sekundarstufe I (5–8). Die Fächer sind ungarische Literatur und Grammatik, Mathematik, Musik und Kunst, Sport, Umweltstudien (1–6), Biologie (ab 7), Geografie (ab 7), Geschichte (ab 5), Kunstgeschichte, Physik (ab 7), Chemie (ab 7), eine oder zwei Fremdsprachen, meist Englisch, dann Deutsch oder Französisch).
Die Anzahl der bilingualen Mittelschulen wächst ständig, die es auch auf dem Lande gibt. Das Gandhi-Gymnasium in Pécs bietet talentierten Roma-Kindern die Möglichkeit, die Reifeprüfung abzulegen.

## Sekundarstufe II
Die allgemeine Bildung dauert in Ungarn bis zum 18. Lebensjahr. Die Beteiligung an weiterführenden Bildungsgängen mit vielen Programmen ist recht hoch. Innerhalb der Sekundarbildung liegt der Anteil der Schüler in Programmen, die zu einem Sekundarschulabschluss führen und den Übergang in die Tertiärbildung ermöglichen, etwa im internationalen Durchschnitt.
Die Sekundarschulbildung dauert in der Regel 4 Jahre. Das „Gimnázium“ kann auch 5, 6 oder 8 Jahre dauern, je nachdem, wann der Schüler die Grundschule verlassen hat.
Sie umfasst drei Schultypen, die sich auf unterschiedliche Niveaus richten:
- „Gimnázium“ nimmt die begabtesten Kinder auf und bereitet die Schüler auf ein Universitätsstudium vor, zwei Fremdsprachen werden verlangt.
- Berufliche Sekundarschule („szakképző iskola“; zuvor: szakközépiskola; ehemals Berufsschule (szakiskola – SZI)) mit dreijähriger dualer Berufsausbildung
- Das im Schuljahr 2020/2021 neu eingeführte Technikum („technikum“) führt zum Abitur mit den vier allgemeinbildenden Pflichtfächern (Ungarisch, Mathematik, Geschichte und eine Fremdsprache) sowie zusätzlich Prüfung der technischen Qualifikation; die Absolventen erhalten zusätzlich die berufliche (Techniker-)Qualifikation (Technikus végzettség).

Das ehemalige „Szakgimnázium“ von vier Jahren Dauer mit Zugang zur beruflichen Hochschulbildung wurde 2020 abgeschafft.

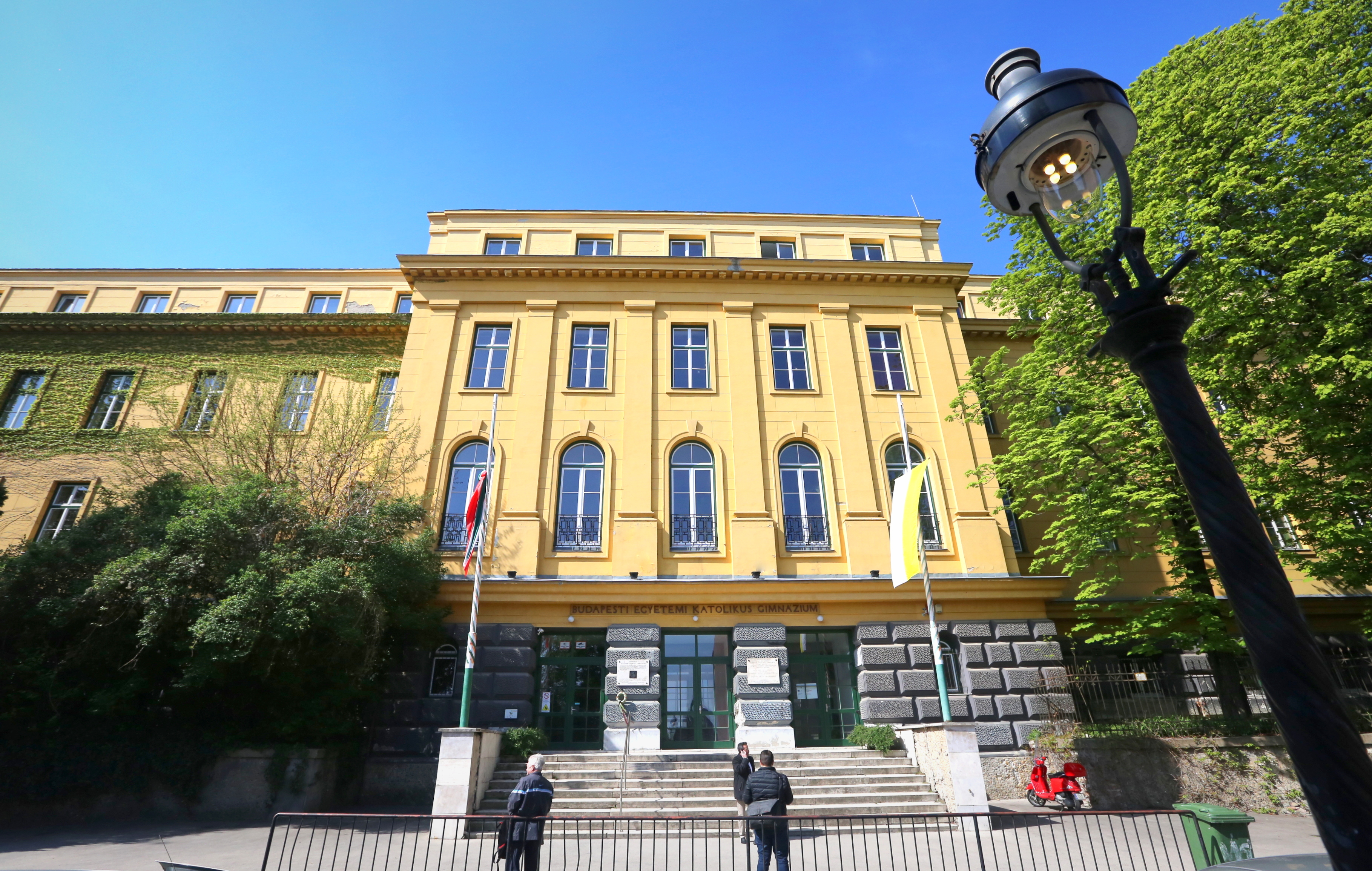
Katholisches Universitätsgymnasium (ältestes Gymnasium in Budapest, seit 1687)

Infolge der sozialen Differenzierung und religiösen Liberalisierung nach 1989 sind wieder Traditionsgymnasien (mit etlichen berühmten Absolventen) entstanden, die sich bis auf Schulen der Frühen Neuzeit zurückführen: Katholisches Universitätsgymnasium Budapest (Vorgänger Jesuitengymnasium seit 1687 nach der Befreiung von den Türken); Piaristengymnasium (Budapest), seit 1717; Sankt-Ladislaus-Gymnasium zu Kőbánya (Budapest), seit 1907; Fasori Evangélikus Gimnázium (Budapest), seit 1823 als lutherisches Gymnasium, lange auch für jüdische Familien attraktiv. Auch in Debrecen (Debreceni Egyetem Kossuth Lajos Gyakorló Gimnáziuma és Általános Iskolája) und in Südungarn gibt es Schulen mit höherem Anspruch wie in Pécs (Fünfkirchen) das Valeria-Koch-Bildungszentrum (bilingual mit deutscher Sprache) in Szeged das SZTE Gyakorló Gimnázium és Általános Iskola.

### Abitur
Zum Abitur legen die Schüler eine Maturaprüfung oder Abschlussprüfung (ungarisch „érettségi“) ab. Seit 2005 besteht die zentrale Prüfung aus fünf Fächern: schriftliche Prüfung in Mathematik, mündliche und schriftliche Prüfungen in „ungarischer Literatur und Grammatik“, einer „Fremdsprache“, „Geschichte“ und schriftlicher und/oder mündlicher Prüfung in einem Fach nach Wahl des Schülers. Diese Prüfungen dienen auch als Aufnahmeprüfung für Universitäten und Hochschulen.

### Bräuche beim Schulabschluss

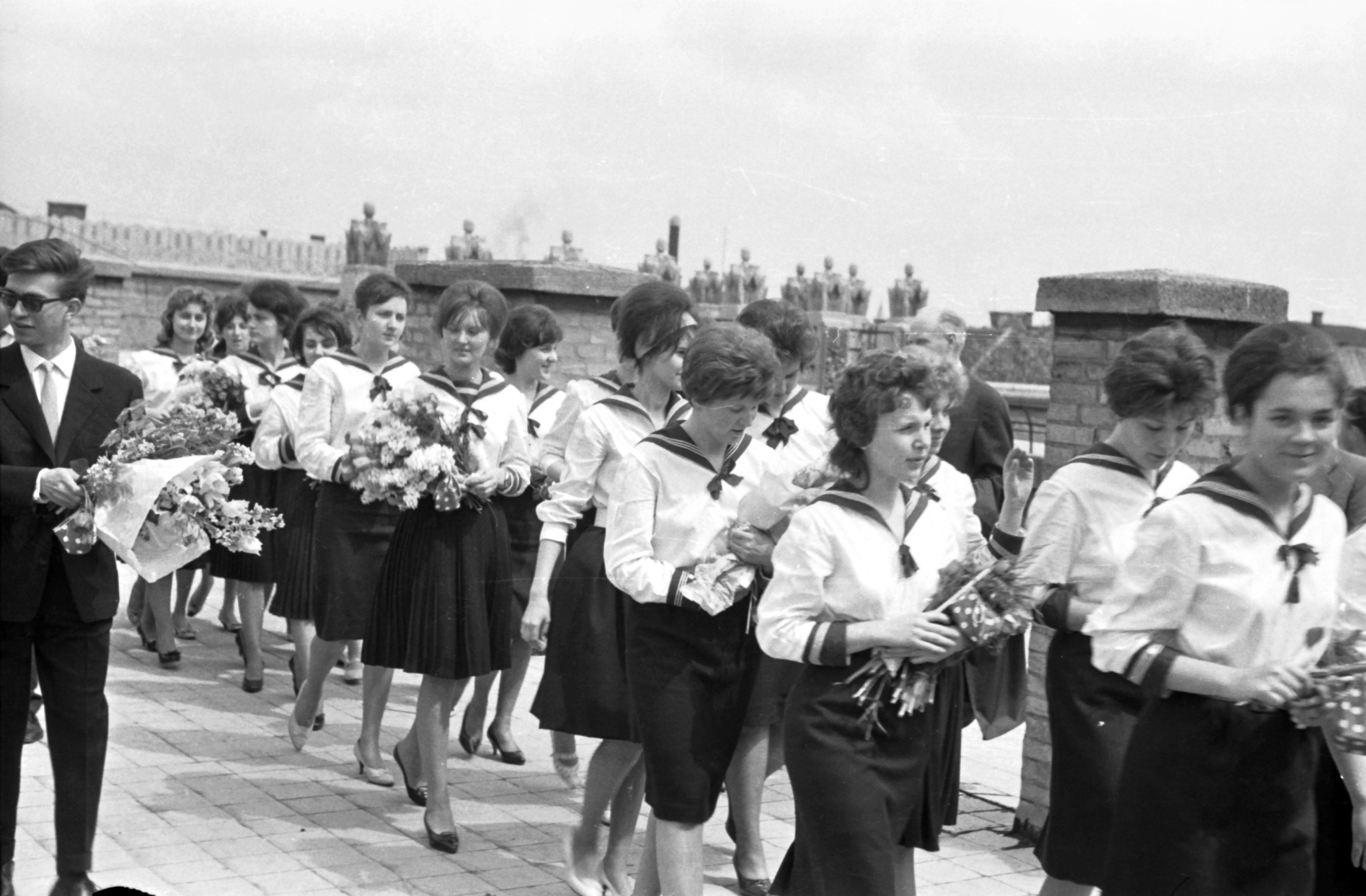
Matrosenkleid und Blumen zum Schulabschluss

An den Grundschulen und Gymnasien werden viele Traditionen im Zusammenhang mit dem Schulabschluss und mit der Reifeprüfung gepflegt. Einige Monate vor der Prüfung lassen sich die Abschlussklassen in festlichem Gewand (die Jungen im Anzug, die Mädchen im Matrosenkleid) einzeln fotografieren und arrangieren die Bilder zusammen mit den Lehrerfotos auf einer Holztafel. Diese Tafeln (die érettségi tablók, „Reifetafeln“) werden bis zur Matura in verschiedenen Schaufenstern von Geschäften ausgestellt. Etwa im Februar finden die Maturabälle statt, die szalagavató bál („Bändchenweihe“) heißen, weil die Abgänger ein Bändchen mit den Jahreszahlen, innerhalb derer sie die Schule besuchten, auf die Jacke aufgesteckt bekommen. Das Bändchen muss bis zur Prüfung getragen werden, sonst, so heißt es, fällt man durch. Am letzten Schultag der Abschlussklassen (vor den schriftlichen Prüfungen) findet das Fest ballagás statt: ein Abschlussfest, bei dem die Schüler in einer Polonaise durch das Schulgebäude marschieren. Dabei singen sie alte Studentenlieder, wie zum Beispiel Gaudeamus igitur, oder melancholische Volkslieder übers Abschiednehmen. Sie bekommen von den Familien und Freunden Blumen. Am selben Abend besuchen die Abschlussklassen ihre Lieblingslehrer zu Hause und geben ihnen unter dem Fenster ein Ständchen (szerenád). Die meisten Lehrer laden sie dann auf eine Kleinigkeit ein.

## Tertiärbildung

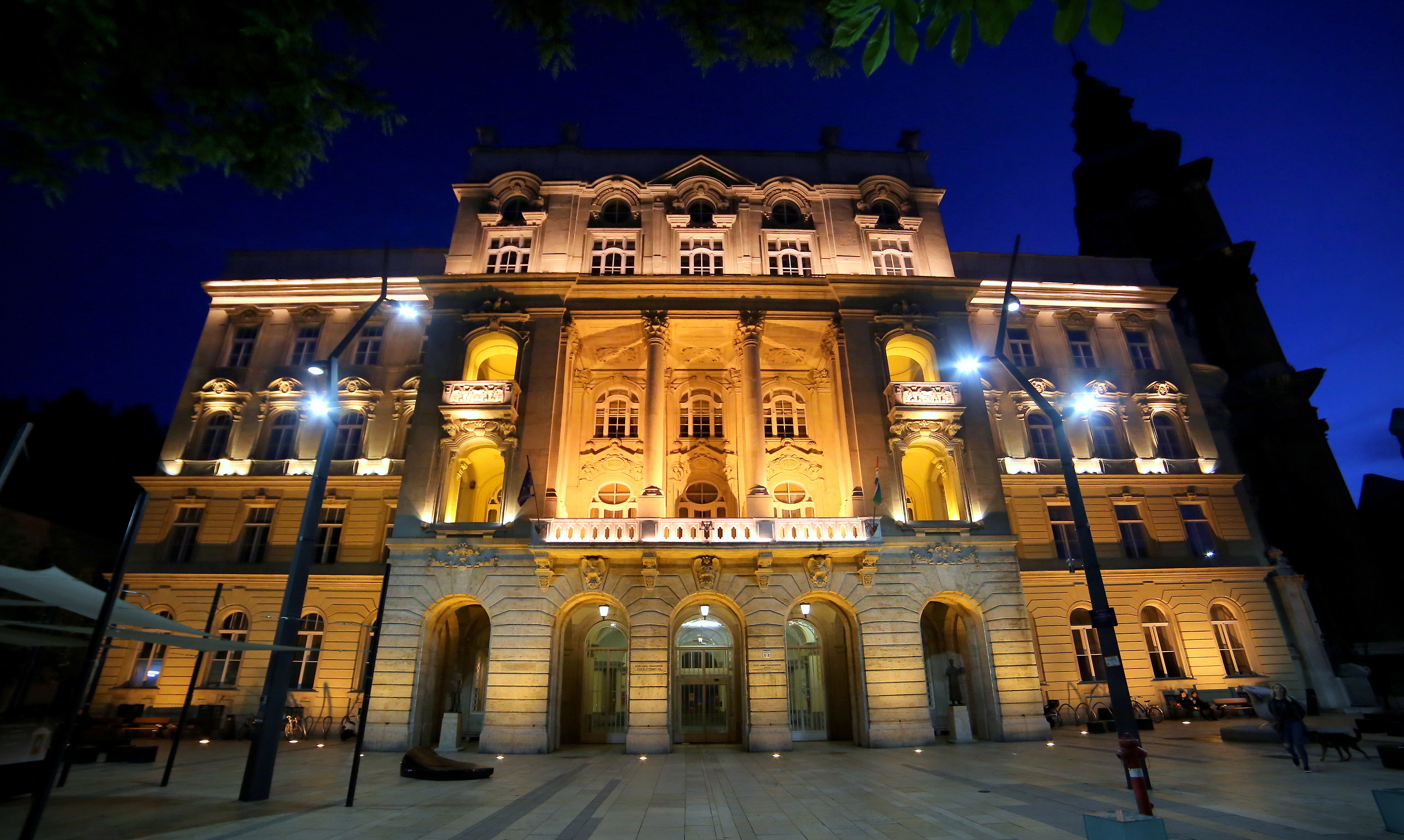
Hauptgebäude der Eötvös-Loránd-Universität Budapest

Von kleinen Hochschulen bis hin zu Spitzenuniversitäten werden 67 Hochschuleinrichtungen entweder vom Staat, privaten Organisationen oder einer Kirche unterhalten. Ungarns lange Hochschultradition zeigt die Wirkung einer wissensbasierten Wirtschaft. Gemäß den Zielen des Bologna-Prozesses folgt die Studienstruktur der Hochschulbildung drei Zyklen. Fast alle Studienrichtungen führen zunächst zu einem Bachelor-Abschluss (in der Regel 3 Jahre) und nach einer weiteren Studienzeit zu einem Master-Abschluss (2 Jahre). Ausnahmen sind ähnlich wie in Deutschland Medizin, Pharmazie, Zahn- und Veterinärmedizin, Architektur, Jura, Lehrerausbildung und bestimmte kunst-, handwerks- und designbezogene Studiengänge, die eine Dauer von 5 oder 6 Jahren beibehalten. Ein vierjähriges Doktorandenprogramm ist ein Aufbaustudium, das auf einen Masterabschluss oder einen gleichwertigen Abschluss folgt.
Liste der Universitäten und Hochschulen in Ungarn

## Geschichte

### Vielvölkerstaat und Unterrichtssprache
Oberungarn ist heute die Slowakei, Bratislava war lange die Hauptstadt Ungarns. Die Kämpfe um die territoriale Zuordnung prägten auch das Bildungssystem über die Unterrichtssprache in der Schule und Hochschule. 
Das Festhalten am kirchlichen Latein als Amts- und Bildungssprache bis in das 19. Jahrhundert machte wegen der Vielsprachigkeit der Volkssprachen einen Sinn, etwa wie gegenwärtig Englisch als Verkehrssprache.
In der k.u.k. Doppelmonarchie (1867–1818) setzte Ungarn auf eine Magyarisierung der Nachbarvölker. Nur Mittelschulen mit ungarischer Unterrichtssprache wurden ab 1875 staatlich finanziert, sodass anderssprachige Gymnasien nur als Privatschulen existieren konnten.
Nach der Wende 1989 wurde Russisch als Pflichtfach aus dem Lehrplan gestrichen, stattdessen konnten andere Sprachen gewählt werden. Umschulungsprogramme ermöglichten Russischlehrern den Wechsel zu Deutsch- oder Englischlehrern.

### Frühe Universitäten und gelehrte Schulen
Zu den etablierten Universitäten in Ungarn zählen einige der ältesten Gründungen in Europa, die aber nicht kontinuierlich bestanden. Die erste Universität Pécs bestand seit 1367, überdauerte aber nicht die Türkenherrschaft. Heute ist die Neugründung die größte Hochschule in Ungarn. Noch zuvor wurde 1276 wurde die Universität Veszprém, zur Ausbildung von Juristen im Bistum Veszprém gegründet, von den Truppen des Palatins Peter Csák zerstört, aber nie wieder aufgebaut. Kaiser Sigismund gründete 1395 einen Vorläufer der heutigen Óbuda-Universität in Budapest. Die Universitas Istropolitana wurde 1465 in Pressburg von König Matthias Corvinus gegründet, ging aber mit seinem Ableben unter.

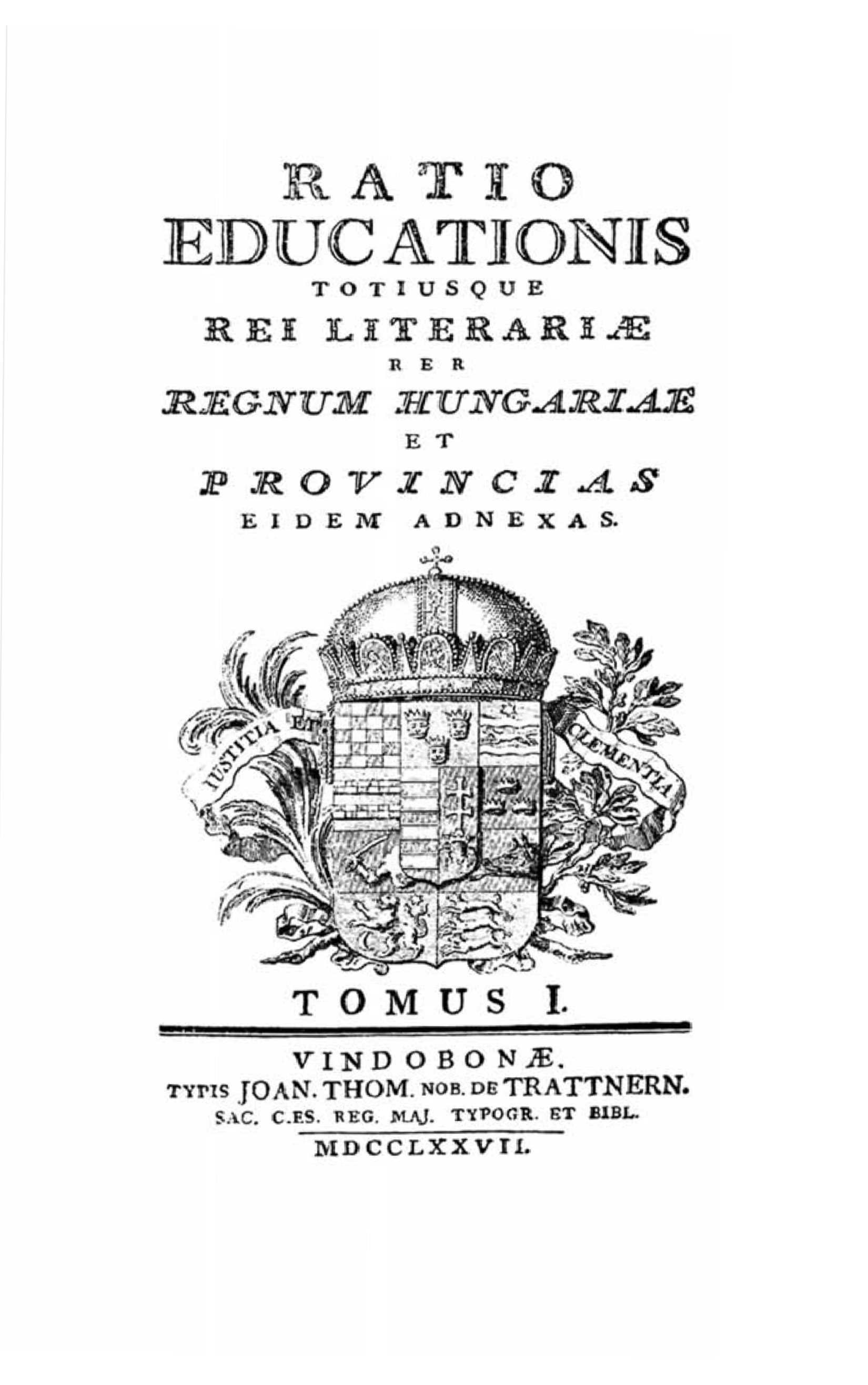
Eine ungarische Schrift zur Pädagogik der Aufklärung und gegen die bisherigen Jesuitenschulen (1777): „Methode der Bildung und des ganzen Unterrichts in Ungarn und den zugehörigen Provinzen“

Im katholischen Ungarn bzw. Oberungarn waren in der Frühen Neuzeit die Jesuitenschulen und -hochschulen tonangebend. 
- Jesuitenuniversität Trnava (Tyrnau) (ab 1635): Die Nagyszombat-Universität wurde 1635 gegründet und 1777 nach Buda verlegt. Sie zog die katholische Elite Ungarns an. Heute heißt sie Eötvös-Loránd-Universität, weitere Ausgründungen sind die medizinische Semmelweis-Universität (seit 1769) und die Katholische Péter-Pázmány-Universität (1993).
- Jesuitengymnasium Sopron (ab 1637, gefördert vom Magnaten Nikolaus Esterházy); Jesuitenkirche St. Georg ab 1674
- Jesuitengymnasium und -universität Kaschau (ab 1654 bzw. 1657)
- Jesuitenakademie Győr (ab 1718)

In Sopron (Ödenburg) befand sich schon zuvor ein evangelisches Lyzeum (Lutheraner), das für den Pastorennachwuchs vor allem der Ungarndeutschen zentral war. Caspar Zeitvogel schuf 1573 aus einer Lateinschule zunächst ein evangelisches Gymnasium. 1604 gründete Christoph Lackner den Foedus Studiosorum, die erste literarisch-gelehrte Gesellschaft Ungarns. In der Schule wurden auch Volksschullehrer ausgebildet, die für die hohe Alphabetisierung über viele Schulen 19. Jahrhundert sorgten. Generationen von Lehrern, meist aus dem Ödenburger Lyceum, später auch aus Oberschützen und aus der Ödenburger Lehrerbildungsanstalt, schufen die Volksschulen des 19. Jahrhunderts. Debrecen war der Hauptort der ungarischen Calvinisten, dort gab es ein Kollegium Reformatum seit 1538, das heute mit 600.000 Bibliotheksmedien als Theologisch-reformierte Fakultät zur Universität Debrecen gehört. Von Debrecen ausgehend entstand früh ein reformiertes Volksschulsystem, das ab 1674 der Gegenreformation zum Opfer fiel. Pfarrer und Lehrer wurden zu Galeerensklaven, wofür Papst Johannes Paul II. 1991 um Vergebung bat.
Mit dem Jesuitenverbot 1773 setzte sich, gefördert von Kaiserin Maria Theresia, eine aufgeklärtere Pädagogik durch. Ihr Ausdruck in Ungarn war die Ratio Educationis von 1777, die sich an den Abt Ignaz von Felbiger (1774) anschloss.

### Moderne Neugründungen
Das weltweit erste Institut für Technologie wurde 1735 in Selmecbánya gegründet, Rechtsnachfolger ist die Universität Miskolc. Die Technische und Wirtschaftswissenschaftliche Universität Budapest gilt als die älteste technische Hochschule der Welt auf Universitätsniveau, ihr Vorgänger, das Institutum Geometrico-Hydrotechnicum, wurde 1782 von Kaiser Joseph II. gegründet. Die Semmelweis-Universität (seit 1769) ist als humanmedizinische Universität weltweit anerkannt. Sie bietet, wie die Universitäten von Pécs und Szeged, die medizinische Ausbildung in ungarischer, deutscher und englischer Sprache an. Eine Kadettenanstalt für den Offiziersnachwuchs wurde 1872 in Ludovika-Akademie eingerichtet und 1897 zur mit Wien gleichwertigen Offiziersakademie erhoben. Die Ungarische Akademie der Bildenden Künste wurde 1871, die Franz-Liszt-Musikakademie 1875, die Königlich-Ungarische Kunstgewerbeschule 1880 gegründet. Die heute in Ostmitteleuropa führende Universität für Wirtschaft und Politik, die Corvinus-Universität Budapest, entstand 1920 im Ungarn der Zwischenkriegszeit.

### Bildung nach 1945
Während des Sozialismus ab 1945 orientierten sich Wissenschaft und Forschung zwangsweise an der Sowjetunion. Vor allem ältere Universitätsangehörige sprechen noch Russisch und haben dort Forschungsaufenthalte absolviert, aber der Austausch mit der DDR war intensiver. Neben den staatlich organisierten Austauschprogrammen gab es teilweise enge Kontakte zwischen Ungarn und zahlreichen ungarischstämmigen Forschern, die im westlichen Exil arbeiteten. Nach dem Aufstand 1956 waren viele Dozenten und Studenten weggegangen. Bereits 1988 zog sich die Kommunistische Partei aus den Hochschulen zurück und die obligatorischen „Ideologiefächer“ endeten.
Ab 1988 starteten viele private Bildungsinitiativen. Vom Milliardär, Exil-Ungarn und Holocaust-Überlebenden George Soros und anderen Sponsoren wurden gleich 1988 in Budapest die CEU Business School und 1991 die Central European University gegründet. 2018 zog sie aus politischen Gründen nach Wien um. Im Vorfeld gab es große Demonstrationen zur Wahrung akademischer Freiheit. Zu den von der Regierung geschätzten ungarischen Bildungssponsoren gehört der Unternehmer Sándor Demján. Auch die katholische Kirche baute wieder ein Schulsystem auf (s. o.).

## Einzelbelege
1. ↑  Anzahl kirchlicher Schulen in Ungarn wächst. 5. September 2019, abgerufen am 9. September 2023.
2. ↑  Compulsory education in Europe 2022/2023. Abgerufen am 9. September 2023.
3. ↑  deutschlandfunk.de: Roma-Schüler in Ungarn - Von der Regierung nicht gewollt. Abgerufen am 9. September 2023.
4. ↑  Ungarn | BQ-Portal. Abgerufen am 9. September 2023.
5. ↑  Mónika Solymár: Evangelische Schulen in Ungarn: eine Untersuchung zu ihrem Selbstverständnis und Profil. Göttingen 2021, ISBN 978-3-8471-1269-3 (V&R unipress).
6. ↑  Debreceni Egyetem Kossuth Lajos Gyakorló Gimnáziuma és Általános Iskolája. Abgerufen am 15. Oktober 2023.
7. ↑  Valeria-Koch-Bildungszentrum. Abgerufen am 11. September 2023.
8. ↑  SZTE Gyakorló Gimnázium és Általános Iskola. Abgerufen am 11. September 2023.
9. ↑  Teodora Shek Brnardić: The Enlightenment’s Choice of Latin: the Ratio educationis of 1777 in the Kingdom of Hungary [Prosvjetiteljski odabir latinskoga jezika: Ratio educationis (1777) u Ugarskom Kraljevstvu]. In: Gábor Almási and Lav Šubarić (Hrsg.): Latin at the Crossroads of Identity. Brill, Leiden 2015, S. 119–151, doi:10.1163/9789004300873_007.
10. ↑  https://ww1.habsburger.net/de/kapitel/schulpolitik-und-unterrichtssprache
11. ↑  Pál Engel: The realm of St. Stephen: a history of medieval Hungary, 895 - 1526 (= International library of historical studies). Tauris, London 2001, ISBN 978-1-86064-061-2.
12. ↑  Teodora Shek Brnardić: The Enlightenment’s Choice of Latin: the Ratio educationis of 1777 in the Kingdom of Hungary [Prosvjetiteljski odabir latinskoga jezika: Ratio educationis (1777) u Ugarskom Kraljevstvu], in: Latin at the Crossroads of Identity, ed. by Gábor Almási and Lav Šubarić. Leiden: Brill, 2015, pp.119-151. In: Latin at the Crossroads of Identity. The Evolution of Linguistic Nationalism in the Kingdom of Hungary. 1. Januar 2015 (academia.edu [abgerufen am 10. September 2023]).
13. ↑  oedenburgerland - Das ev. Schulwesen in Stadt und Herrschaft Ödenburg. Abgerufen am 10. September 2023.
14. ↑  Thomas Greif: Protestantisch in Debrecen: Das calvinistische Rom | Sonntagsblatt - 360 Grad evangelisch. Abgerufen am 16. Oktober 2023.
15. ↑  https://www2.daad.de/medien/der-daad/analysen-studien/bildungssystemanalyse/ungarn_daad_bsa.pdf